# Valagodos

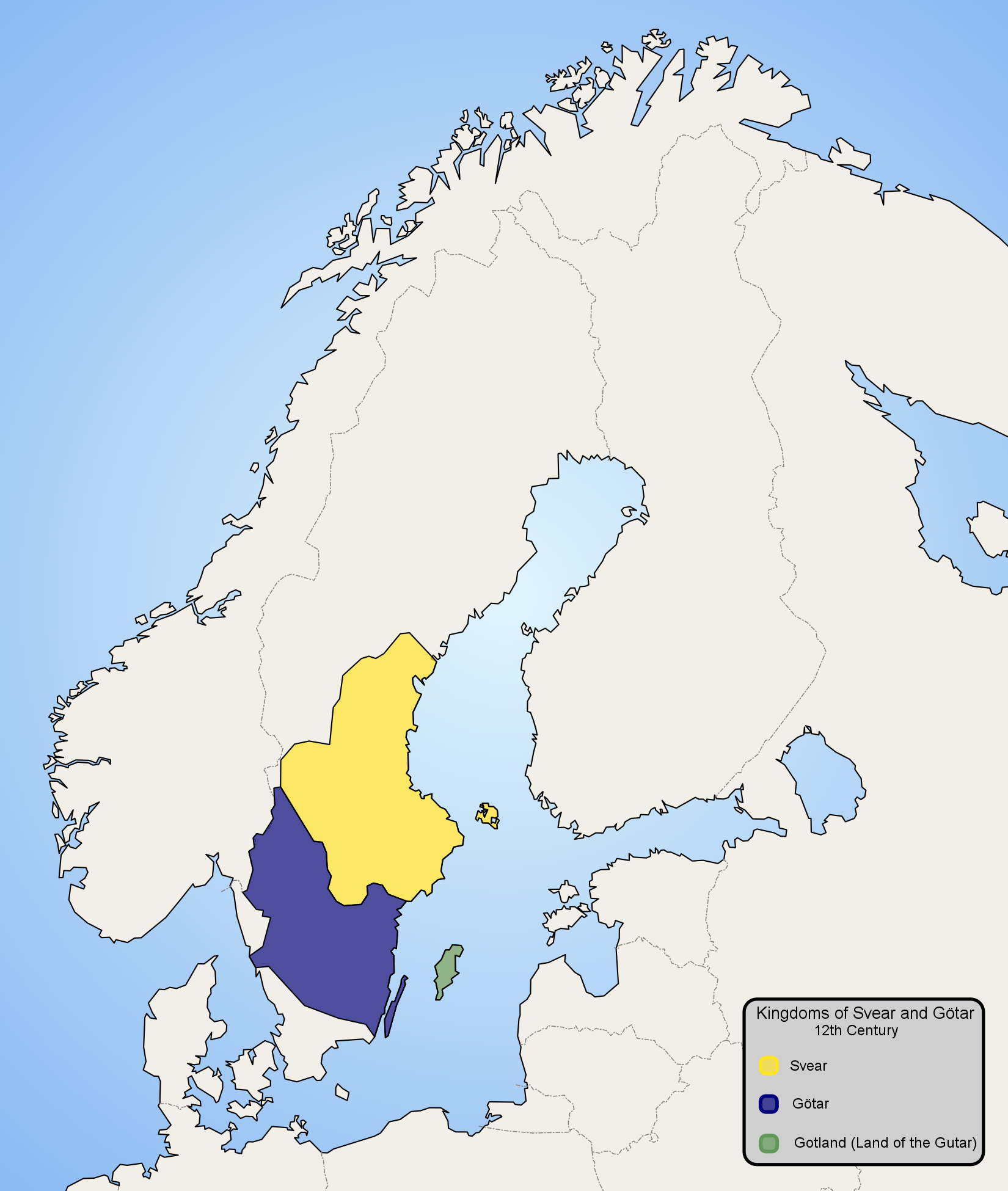
A Suécia no século XII, antes da incorporação da Finlândia durante o século XIII
Gautas
Suíones
Gutas

Territórios originais dos godos e culturas arqueológicas góticas entre os séculos III-IV

Os Valagodos (em italiano: Vagoti; em alemão: Vagoths; em finlandês: Vuojola, Vuojonmaa e Vuojanmaa) eram uma tribo germânica citada por Jordanes que tinham seu assentamento em Scandza. Têm sido desenvolvidas uma série de suposições sobre sua identidade exata, incluindo possíveis associações com a tribo dos gautas de Vikbolandet  e com os gutas. 

## Origens históricas
De acordo com o linguista lituano Kazimieras Buga os termos germanos e Germânia na Lituânia e na Letónia ("Alemanha": Vokietija lituano, letão Vācija, "alemães": vokiečiai lituano, letão vācieši) derivam do nome Vagoti (Vāk(ia)-goth). Originado de línguas bálticas, derivou o topônimo finlandês (a raiz etmológica Vuoja, Vuojo) e estoniano (com um significativo percentual acrescido) Oja em sua definição terminológica para a ilha de Gotlândia, respectivamente: Vuojola, Vuojonmaa, Vuojanmaa, Ojumaa, Ojamaa (sendo que maa = terra).
Assim os termos finlandeses Vuojola, Vuojonmaa e Vuojanmaa, são antigos nomes dados aos habitantes de Gotland e aparecem em  antigos documentos e poemas populares suecos que foram traduzidos do gotlandês para o finlandês por Vuojolaksi. Na Estónia, Gotlândia é conhecido por nomes semelhantes Oju-terra ou Ditch-terra. O termo Gotlândia tem uma equivalência algo próxima a pedra-sabão como nomeado por Vuojonkiveksi. Entre os lapões o termo empregado é Vuojolaisella, e designa igualmente aos povos [ou tribo] dos gotlandeses.
Os valagodos eram uma tribo mencionado por Nênio. 